# Phyllodrepa puberula
Phyllodrepa puberula är en skalbaggsart som beskrevs av Max Bernhauer 1903. Phyllodrepa puberula ingår i släktet Phyllodrepa, och familjen kortvingar. Enligt den finländska rödlistan är arten nära hotad i Finland. Arten är reproducerande i Sverige. Artens livsmiljö är parker, gårdsplaner och trädgårdar.